# Tullo Gramantieri
Tullo Gramantieri, conosciuto anche come Tullio Gramantieri (Roma, 24 marzo 1898 – ...), è stato uno scrittore, poeta e regista italiano.

## Biografia
Nel 1926 fondò a Roma la rivista Vita artistica, cronache mensili d'arte. Fu anche scrittore satirico: insieme a Gabriele Galantara, noto anche con lo pseudonimo di "Ratalanga", Augusto Camerini e Alberto Cavaliere dapprima collaborò al settimanale satirico Becco giallo dal 1924 fino al 1926, poi insieme agli altri entrò nella redazione del Marc'Aurelio. 
Dal 1934 si dedicò al cinema, collaborando a cinque pellicole: in 1860 (1934) di Alessandro Blasetti fu decoratore delle scenografie, in Luci sommerse di Adelqui Millar (1934) e Passione di Rouben Mamoulian (1939) fu compositore di tre canzoni (nella prima pellicola ricoprì anche il ruolo del direttore di produzione). 
Fu anche poeta e scrittore. Nel 1941 scrisse l'atto unico L'angelo della corsia, trasmesso alla radio il 14 giugno. Nel 1943 pubblicò una curiosa rivisitazione delle vicende napoleoniche, Napoleone non è morto a S. Elena!.
Nel 1943 diresse il suo unico film a soggetto, Principessina con la supervisione di Piero Ballerini, tratto dal romanzo La piccola principessa di Frances Hodgson Burnett, che fu il remake dell'omonima pellicola realizzata dalla 20th Century Fox nel 1939, diretta da Walter Lang e interpretata da Shirley Temple. La pellicola, nel cui cast compariva anche, esordiente nel cinema e accreditata come Odette Bedogni, la tredicenne Delia Scala, non ebbe molta fortuna commerciale. Collaborò, sempre nel medesimo anno, alla sceneggiatura con Sem Benelli del film La Fornarina di Enrico Guazzoni, tratta dal suo romanzo omonimo, e successivamente a La corda d'acciaio di Carlo Borghesio, (1953).
Negli anni seguenti Gramantieri fece perdere le sue tracce; ad oggi non è nota la data del suo decesso. Salvo omonimia, sono da segnalare due libri d'arte ed uno di poesie; "Le Porcellane" (1931), "La miniatura e il ritratto miniato in Europa" (1946) e "Mezzogiorno alle dodici" (1955).

## Filmografia

### Regista
- Principessina (1943) anche soggetto e sceneggiatura, supervisionato da Piero Ballerini

### Sceneggiatore
- La Fornarina di Enrico Guazzoni (1943), sceneggiatura con Sem Benelli dal suo omonimo romanzo
- La corda d'acciaio di Carlo Borghesio, (1953)

### Altre mansioni
- 1860 di Alessandro Blasetti (1934) decoratore del set
- Luci sommerse di Adelqui Millar (1934) direttore di produzione e compositore dei brani "Gaucho malo" e "Valzer triste"
- Passione (Golden Boy) di Rouben Mamoulian (1939) compositore del brano omonimo, "Passione", per la versione italiana del film

## Opere
- L'eremita: poemetto, Roma, Tipografia E. Armani, 1916
- C'è il vento, Roma, Casa editrice M. Carra e C., 1921
- Madrigali moderni, Roma, Edizioni La Voce, 1928
- Pubblicità cinematografica. Come si regge l'Ufficio stampa e propaganda di una casa cinematografica?, Roma, Cordelia, 1938
- Napoleone non è morto a S. Elena!, Roma, Palombi, 1943
- Il caso Manet, Roma, Palombi, 1944
- Il bacio: nella storia, nell'arte, nella letteratura, nel cinema, eccetera, Roma, Eos, 1945
- La miniatura e il ritratto miniato in Europa, Roma, Palombi, 1947
- Le porcellane, Roma, Palombi, 1951
- Cento piccole mamme, Torino, S.A.S., 1952
- Mezzogiorno alle dodici, Roma, Palombi, 1955
- La ballata della gioventù sorprendente, Roma, Omniastampa, 1956